# Körning (släkt)
Körning, även kallad Kiörning, Kyrning, var två svenska medeltida frälseätter av vilka den äldre hade ursprung i Östergötland, och den yngre, vilken tros härstamma från den äldre på mödernet, introducerades som adelsätt med nummer 67 på Riddarhuset men utslocknade på 1700-talet.

## Äldre ätten Körning
Vapen: En röd balk eller ginbalk, belagd med en, två eller tre blå sparrar, på gyllene sköld. I minst ett fall är sparrarna störtade. 
Vapnet, som i blasonering är mycket likt ätten Silfversparres men med andra färger, kunde genom att en (Matts Körning), två eller tre sparrar fördes i antingen balk eller ginbalk, föras i fyra olika varianter, och minst en medlem förde störtade sparrar, vilket möjliggjorde ytterligare fyra varianter. Två sparrar i ginbalk fördes av Simon Körning (nämnd 1374–1391), balk med tre sparrar fördes av Simons brorsons son Gustav Pedersson Körning (nämnd 1428–1430). 
Den tidigaste kända medlemmen för den äldre släkten Körning, var Simon Djäkn vilken 1374 höll räfsteting i Torshälla stad, och vars brorson Peder Körning (död mellan 1405 och 1418) var far till Simon Pedersson Körning (död troligen 1457).
Matts Körning förde en ginbalk belagd med en sparre pekande uppåt. Han var väpnare och häradshövding i Öknebo härad, och är omnämnd under distingen i Uppsala, januari 1422,  i Svenskt Diplomatariums huvudkartotek över medeltidsbreven i en ganska otäck arvsrättslig historia där Matts Körning, gift med Ragnhild (Stenstaätten) har låtit skära upp sin hustrus kropp, efter att hon dött i barnsbörd.
Väpnarna Birger Körning och hans bror Ture Körning nämns 1471, när de skänker ett gods ”Osiith” i Ransbergs socken i Vadsbo härad i Västergötland till Vadstena kloster. Ture Körning var gift med Margit Isaksdotter och vars dotter Anna Turesdotter var gift med Mats Påvelsson (Hällekisätten)

## Yngre ätten Körning nummer 67
Den yngre ätten Körning tros härstamma från den äldre på mödernet.
Släktens stamfar Simon Körning (eller Simon K eller Simon Kyrning), död mellan 1390 och 1399, vilken enligt sin sigillinskription hette Sigmund Petersson, var häradshövding i Hölebo, Södermanland  (död tidigast 1500) och förde ett halvt svin i vapnet. 1499 var Simon Körning en av Södermanlands representanter vid kung Hans son Kristians val till svensk tronföljare, och 1500 var han lagmans domhavande i Södermanland. Simon Körning är nämnd som fogde åt Henrik Morin (tysk uradel från Morin i Mecklenburg), varefter han flyttade till Norberg. Sonen Peder K (död mellan 1405 och 1418) var far till Simon K (troligen död 1457). Denne förekommer 1438–1440 som Hans Kröpelin den äldres fogde på Kastelholm på Åland och blev riddare mellan 1445 och 1449 (de Brun), sannolikt vid Karl Knutssons kröning 1448.
Simon Körning härstammade möjligen på mödernet från den äldre släkten med namnet Körning. 
En senare ättling till Simon Körning var Anders Körning (död 1639), som deltog i Gustav II Adolfs polska krig och i trettioåriga kriget och dog som överste för Västerbottens regemente och kommendant i Greifswald. Hans bror kapten Carl Körning (död 1641) och dennes änka bortbytte Almby och Norrby i Jäder till Axel Oxenstierna mot Lindö i Tenala, Nylands län. Släktens sista generationer kom därigenom att i allmänhet bli bosatta i Finland. 
Ätten utdog under 1700-talets förra hälft.